# Таємниця однієї фортеці
Таємниця однієї фортеці (азерб. Bir qalanin sirri) — радянський дитячий художній фільм 1959 року, знятий на Бакинській кіностудії.

## Сюжет
Фільм розповідає про боротьбу між багатими і бідними людьми: багаті спробували захопити землю і воду, а бідні дали рішучу відсіч. Герої фільму також включилися в боротьбу за збереження землі й води. У фільмі показано, як бідні люди показали силу і єдність народу і добро перемогло зло. Герої Хади і Биди ходили влітку босоніж, хоча сцени були зняті восени. Фільм був знятий у Баку, Ісмаїлли, Кельбаджарах та Ленінграді. Вийшов на екрани 18 вересня 1960 року.

## У ролях
- Гюндуз Аббасов — Ельшан
- Тамара Кокова — Матанат
- Мамедрза Шейхзаманов — близький друг
- Алі Курбанов — дід Кямран
- Андрій Файт — чоловік з блакитними очами
- Алі Зейналов — Сімнар хан
- Агададаш Курбанов — майстер
- Агахусейн Джавадов — шарлатан
- Малік Дадашов — Дервіш
- Тельман Алієв — Хади
- Фархад Ісмаїлов — Биди
- Аріф Мадатов — чорна квітка
- Талят Рахманов — чоловік зі зброєю
- Назім Агаєв — епізод

## Знімальна група
- Автор сценарію: Мамедхусейн Тахмасіб
- Режисер-постановник: Алі Саттар Атакішиєв
- Оператори-постановники: Аріф Наріманбеков, Мірза Мустафаєв
- Режисер-постановник: Надір Зейналов
- Художник-костюмер: Казім Казімзаде
- Композитор: Рауф Гаджиєв
- Звукооператор: Азіз Шейхов
- Другий оператор: Мірза Мустафаєв
- Другий художник: Алі Саттар Атакішиєв
- Автор тексту пісні: Набі Хазрі
- Монтажер: В. Миронова
- Оркестр: Азербайджанський державний симфонічний оркестр імені Узеїра Гаджибекова
- Диригент: Ніязі
- Директор фільму: Алі Мамедов
- Режисер: Алі Саттар Меліков